# Eva Heramb
Eva Betty Koefoed Heramb (født 24. november 1899 i Aarhus, død 9. januar 1957 i København) var en dansk skuespillerinde.
Hun debuterede i 1921 på Odense Teater, på hvilket teater hun var ansat de seks følgende år.
Fra 1927-1935 var hun engageret til Folketeatret, hvor hun fik en lang række roller, også med optrædener i denne periode på flere andre københavnske teatre.
Eva Heramb var gift tre gange.

## Filmografi
Hun indspillede ganske få film, af hvilke kan nævnes:
- Kobberbryllup – 1933
- Skaf en sensation – 1934
- Elverhøj – 1939
- Tobiasnætter – 1941
- Alt for karrieren – 1943
- De tre skolekammerater – 1944